# Friedrich von Schomberg
Friedrich Hermann Graf von Schomberg (Friedrich Hermann hrabě ze Schombergu, původně von Schönberg, tj. ze Schönbergu, v poangličtělé verzi Frederick Schomberg, 1st Duke of Schomberg, ve francouzské verzi jména Frédéric-Armand, v portugalské Armando Frederico) byl evropský vojevůdce, původem německý šlechtic z rýnského protestantského rodu Schomberg auf Wesel (Schönberg auf Wesel). Narodil se v Heidelbergu v prosinci roku 1615, jeho otcem byl Hans Mainhard von Schomberg (1582 – 1616), vrchní maršál Falckého kurfiřtství, matkou pak Anna, dcera anglického lorda Edwarda, 5. barona Dudleye.

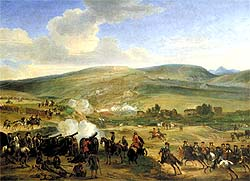
Bitva na řece Boyne

Friedrich Schomberg během svého života sloužil v nejvyšších vojenských velitelských funkcích v celé řadě evropských zemí – ve švédském vojsku, v Braniborsku, Nizozemí, Francii, Portugalsku a Anglii. V roce 1675 byl jmenován maršálem Francie, v roce 1687 braniborským generálem „über alle Unsere Armée und trouppen in allen Unseren Ländern und Provincien“ ("nad celou naší armádou a jednotkami ve všech zemích a provinciích") a v roce 1688 se stal britským generálem "of all His Majesty’s forces". Generál Schomberg padl během bitvy na řece Boyne v Irsku 1. července 1690.

## Stručný životopis

### Mládí
Friedrichova matka Anna zemřela při porodu, jeho otec o rok později, chlapce poté vychovávala jeho babička. Mladý hrabě studoval na Akademii v severofrancouzském Sedanu a na Univerzitě v Leidenu. V roce 1633 jako sedmnáctiletý vstoupil do armády Frederika Hendrika Oranžského, následně přešel do švédských služeb a s vlastní setninou bojoval v pluku Josiase Rantzaua. V roce 1634 zažil porážku švédského vojska v bitvě u Nördlingenu. Na vojenských operacích Třicetileté války se podílel až do roku 1637.

### Svatba a další vojenská kariéra
Po zklamáních z účasti v této válce Friedrich Schomberg načas opustil aktivní vojenskou službu. Dne 30. dubna 1638 se oženil se svou sestřenicí Johannou Elisabeth von Schönberg. Hned v následujícím roce však již bojoval jako poručík ve vojsku prince Oranžského ve válce proti Španělům.
V roce 1651 vstoupil do francouzských služeb a působil ve vojsku maršála de Turenne. V roce 1654 byl Friedrich von Schomberg jmenován generálporučíkem a poté se se svým vlastním plukem účastnil bojů francouzsko-španělské války. V červnu 1658 úspěšně velel levému křídlu francouzské armády v bitvě u Dunkerque. V roce 1660 na základě doporučení maršála de Turenne a v souladu s tajnou politikou kardinála Mazarina přešel Friedrich Schomberg do portugalských služeb, kde mu byl nabídnut úřad guvernéra provincie Alentejo. Navzdory složité situaci v portugalské armádě a jejímu slabšímu vybavení zaznamenal Friedrich von Schomberg během španělsko – portugalské války řadu úspěchů. Válka byla ukončena mírem 13. února 1668, který přinesl Portugalsku samostatnost pod vládou rodu Bragançů, za což do značné míry mohli Portugalci vděčit Friedrichu Schombergovi.
V roce 1672 propukla francouzsko-nizozemská válka. Friedrich Schomberg se jí zpočátku neúčastnil, později však uposlechl výzvu anglického krále Karla II. a v roce 1673 se stal generálkapitánem pozemních vojsk v armádě Ruprechta Falckého, vévody z Cumberlandu. Již koncem roku 1673, když neuspěl se svými návrhy na modernizaci anglické armády, se však vrátil opět do Francie. Zúčastnil se poté řady bojů v evropských zemích a 30. července 1675 byl jmenován maršálem Francie.

### Zrušení Nantského ediktu
Na přelomu 70. a 80. let 17. století strávil Friedrich von Schomberg několik roků mimo válečné události. Pobýval buď u francouzského dvora nebo na svém panství.V roce 1684 však na příkaz krále Ludvíka XIV. stanul opět v čele čtyřicetitisícové armády, s níž vytáhl proti Lucemburku a obsadil jej 4. června. V létě 1684 pak Schomberg se svou s armádou přiměl Němce k uzavření míru s Francií na dobu 20 let.
Přelomovým datem v životě maršála Schomberga se stal 22. říjen 1685, kdy král Ludvík XIV. zrušil platnost Nantského ediktu, v důsledku čehož pozbyli protestanti ve Francii svých práv. Také Friedrich von Schomberg musel zemi opustit. Napřed se uchýlil do Portugalska. V Lisabonu sice byl nadšeně přivítán, avšak ani v této katolické zemi na něj nečekala žádná další životní perspektiva. V roce 1687 odešel do Haagu, kde se seznámil s braniborským kurfiřtem Fridrichem Vilémem I., který Schomberga jako generála ustanovil svým vojenským rádcem a vrchním velitelem braniborských vojsk.

### Boj o anglický trůn a smrt
Po kurfiřtově smrti v následujícím roce se Friedrich von Schomberg připojil k Vilémovi III. Oranžskému v jeho boji o získání anglického trůnu. Po vylodění v Anglii spolu s Vilémem III. Oranžským vstoupil 5. listopadu 1688 do Londýna, zatímco katolický král Jakub II. uprchl do Francie. Za tuto podporu Vilém III. Oranžský udělil Friedrichu von Schombergovi titul vévody a hodnost generalissima jako vrchního velitele anglických vojsk. Tituly, které von Schomberg v Anglii získal, byly Duke of Schomberg, Marquess of Harwich, Earl of Brentford a Baron Teyes. Byl jmenován rytířem podvazkového řádu a anglický parlament mu schválil odměnu 100 000 liber jako náhradu za majetky, zabavené ve Francii a za zničené rodové sídlo Schönburg v Oberweselu. 

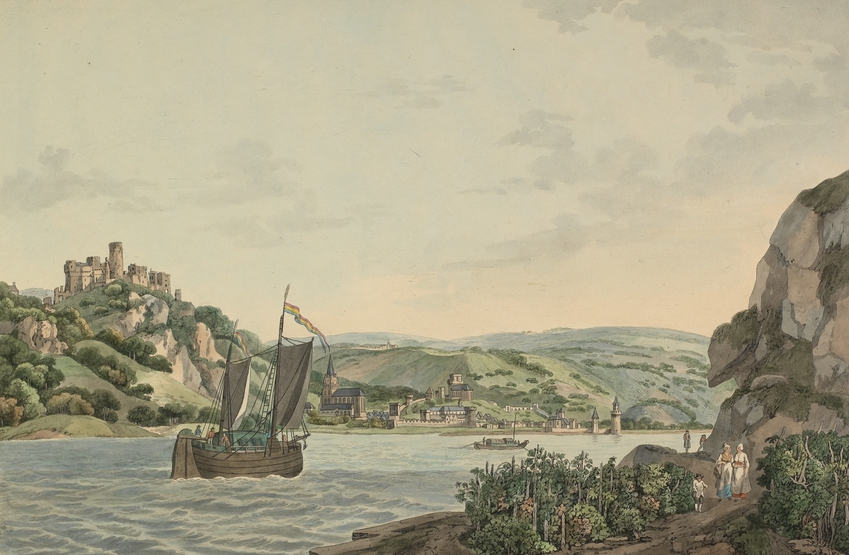
Hrad Schönburg u Oberweselu na levém břehu Rýna (1798)

V roce 1689 se sesazený král Jakub II. pokusil o návrat na trůn. Vylodil se v Irsku, kde jej podporovalo místní katolické obyvatelstvo. Dne 13. srpna 1689 přistál Friedrich von Schomberg s armádou asi 6 000 anglických vojáků v severoirském přístavu Groomsport. Následovala vítězná bitva o Carrickfergus, který hájila posádka 1200 vojáků. V červnu roku 1690 k Schombergovi v Irsku připojilo mnohem početnější vojsko, vedené samotným Vilémem III. Oranžským. K rozhodujícímu střetnutí mezi protestantskými silami a katolickým vojskem Jakuba II. došlo na řece Boyne u Rossnaree nedaleko známé prehistorické lokality Newgrange. Král Jakub II. v bitvě utrpěl definitivní porážku. K vítězství vojsk Viléma III. Oranžského výrazně přispěl i Meinhardt von Schomberg poté, co jeho otec v bitvě padl. Podle jedné z verzí události Friedrich von Schomberg, který kvůli překonávání řeky neměl na sobě kyrys, zemřel ranou kordem při střetnutí se skupinou irských jezdců. Rod Schombergů vymřel po meči smrtí generála Meinhardta von Schomberga v roce 1719.
Friedrich von Schomberg byl pohřben v katedrále svatého Patrika v Dublinu. Od roku 1731 je náhrobek opatřen pamětní deskou s latinským nápisem, jehož autorem je slavný spisovatel Jonathan Swift:
"Hic infra situm est corpus Frederici Ducis de Schonberg, ad Bubindam occisi, A.D. 1690. Decanus et Capitulum maximopere etiam atque etiam petierunt, ut haeredes Ducis monumentum in memoriam parentis erigendum curarent. Sed postquam per epistolas, per amicos, diu ac saepe orando nil profecere; hunc demum lapidem statuerunt; saltem ut scias, hospes, ubinam terrarum SCHONBERGENSIS cineres delitescunt. Plus potuit fama virtutis apud alienos quam sanguinis proximitas apud suos. A.D. 1731"